# Marcel Di Domenico
Marcel Di Domenico (Differdange, 17 juni 1955) is een voormalig voetballer uit Luxemburg.

## Clubcarrière
Hij speelde als aanvaller voor onder meer Red Boys Differdange, FC Metz en Spora Luxemburg.

### Erelijst
- Luxemburgs landskampioen:

1979
- Beker van Luxemburg:

1979

## Interlandcarrière
Di Domenico kwam – inclusief B-interlands – in totaal 38 keer (twee doelpunten) uit voor de nationale ploeg van Luxemburg in de periode 1973–1982. Hij maakte zijn debuut op 7 oktober 1973 in het vriendschappelijke duel tegen Canada, dat met 2-0 werd verloren. Zijn 46ste en laatste interland speelde hij op 15 december 1982 in het met 9-0 (!) verloren EK-kwalificatieduel tegen Engeland.
| Interlanddoelpunten | Interlanddoelpunten | Interlanddoelpunten | Interlanddoelpunten    | Interlanddoelpunten | Interlanddoelpunten | Interlanddoelpunten |
| #                   | Datum               | Locatie             | Wedstrijd              | Goal(s)             | Uitslag             | Competitie          |
| ------------------- | ------------------- | ------------------- | ---------------------- | ------------------- | ------------------- | ------------------- |
| 1                   | 09.05.1980          | Medan               | Luxemburg – Zuid-Korea | Goal                | 3–2                 | Mara Halim Cup      |
| 2                   | 15.11.1989          | Luxemburg           | Luxemburg – Denemarken | 54'                 | 1–2                 | EK-kwalificatie     |